# Kai Schneller

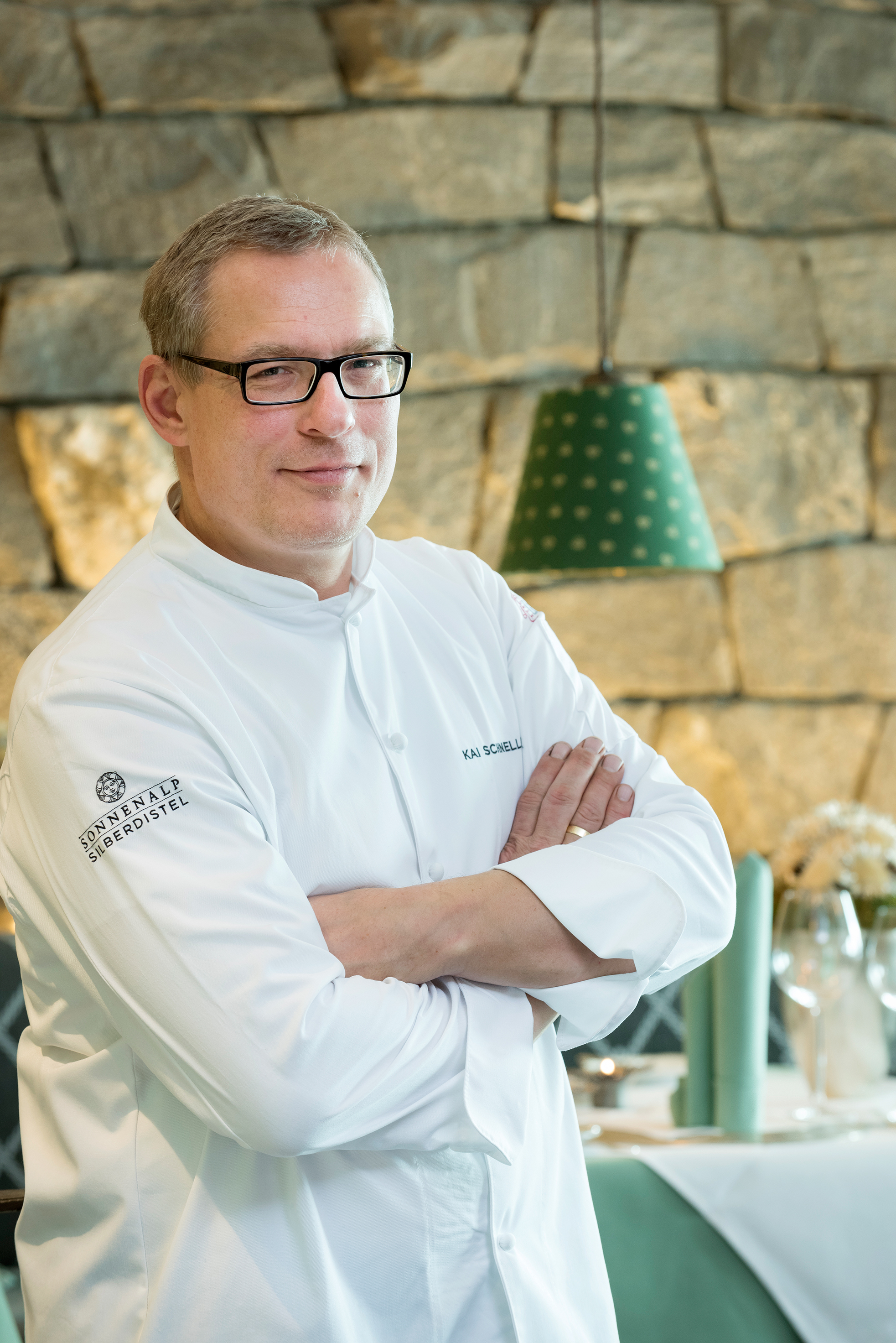
Kai Schneller (2015)

Kai Schneller (* 1964 in Hindelang) ist ein deutscher Koch.

## Beruflicher Werdegang
Seine Ausbildung zum Koch erfolgte von 1981 bis 1984 im Hotel Prinz Luitpold in Bad Hindelang im Allgäu.
1989 kochte er im Restaurant Hoyerberg-Schlößle in Lindau am Bodensee. Von 1991 bis 1992 war er im Hotel Restaurant Feiler im Wiesenttal in Oberfranken tätig. 1993 legte er die Prüfung zum Küchenmeister ab und machte eine Weiterbildung zum diätischen Koch. In den Jahren 1993 und 1994 kochte Kai Schneller im Restaurant La Terrasse des Grandhotels Victoria-Jungfrau in Interlaken in der Schweiz. Von 1997 bis 1998 war er für das Lebensmittel-Großhandelsunternehmen Rungis Express GmbH in Meckenheim in Nordrhein-Westfalen tätig. Schließlich kehrte er zurück nach Bayern um im Jahr 2000 im Hotel Restaurant Messerschmitt in Bamberg zu arbeiten.
Von Dezember 2000 bis Mai 2022 war er Senior-Küchenchef des Restaurants Silberdistel im Hotel Sonnenalp Resort in Ofterschwang.
Seit 2023 ist Kai Schneller im Weinvertrieb bei der Weinzentrale Eberle tätig.

## Auszeichnungen
- 2011–2022: ein Michelinstern für das Restaurant Silberdistel[3]
- 16 Punkte Gault Millaut[4]
- 3 Kochlöffel im Schlemmer Atlas[5]